# Rota (agricultura)
Una rota (pronunciat [rótə]) és un tros de terra que un pagès (roter) conreava dins una possessió d'altri durant alguns anys a canvi de pagar al propietari una part de la collita. Les rotes gaudien d'una tipologia d'edificació rural, les barraques de roter, construïdes prop de la rota, edificacions molt rústiques i rudimentàries a base de pedra seca i troncs, que eren l'hàbitat temporal del roter. Els sols adobs que s'utilitzaven els roters eren les cendres que s'obtenien per la combustió de llenya tapada de terra que formaven els formiguers. Actualment les rotes encara s'identifiquen en fotografies de satèl·lits o aèries. Són espais guanyats a la garriga, en forma de clarianes dins de les grans propietats.
El roter fou sempre un home de condició modesta que intenta obtenir del gran propietari o del seu llogater el dret de poder netejar de vegetació un tros de garriga, d'extensió quasi sempre inferior a la quarterada (0,7 ha), que se li permet conrar temporalment, quasi sempre de blat. Després de la collita, aquesta es repartia en parts o percentatges de les garbes segades segons la qualitat del sòl.
La influència del gran propietari i, per extensió, de la figura de la possessió sobre el roter no acabava amb la seva abusiva utilització laboral sinó que el poder dels grans propietaris terratinents sobre la població activa agrària sense terres implicava que, juntament amb la cessió al roter de l'ús del sementer, se solien exigir altres prestacions personals i la subordinació ideològica amb la pràctica d'un clar caciquisme polític a través del qual controlaven part dels vots de les eleccions.
Els roters presenten la màxima activitat en els segles xviii i xix, baixant el seu nombre ja al llarg del XX, si bé hi ha constància de roters fins als anys 60 del segle xx. En el cas de Son Granada i S'Àguila, ambdues possessions de Llucmajor, arriben a tenir més de 300 roters a les seves terres. El seu declivi ja a la segona meitat del segle xx a l'augment de possibilitats de treball, que bàsicament, es multipliquen amb el desenvolupament del fenomen turístic, factor que possibilita, globalment, una fuita de la gent activa del camp cap a altres sectors econòmics amb majors perspectives de benefici.